# Jomoson
Jomosom est une ville du Népal, située à 2 850 m d’altitude dans le district de Mustang. C'est une importante ville de garnison dont la position stratégique privilégiée sur la Kâlî Gandakî permettait jadis de contrôler tout passage entre les basses vallées du Népal et le plateau tibétain. Son nom est d'ailleurs une déformation d'un mot tibétain « dzong sum » qui signifie « les trois forteresses ».
Au recensement de 2011, la ville comptait 1 370 habitants.
Située au pied du Nilgiri, dans la chaîne des Annapurnas, Jomosom est équipé depuis 1962 d'un petit aéroport.

## Galerie

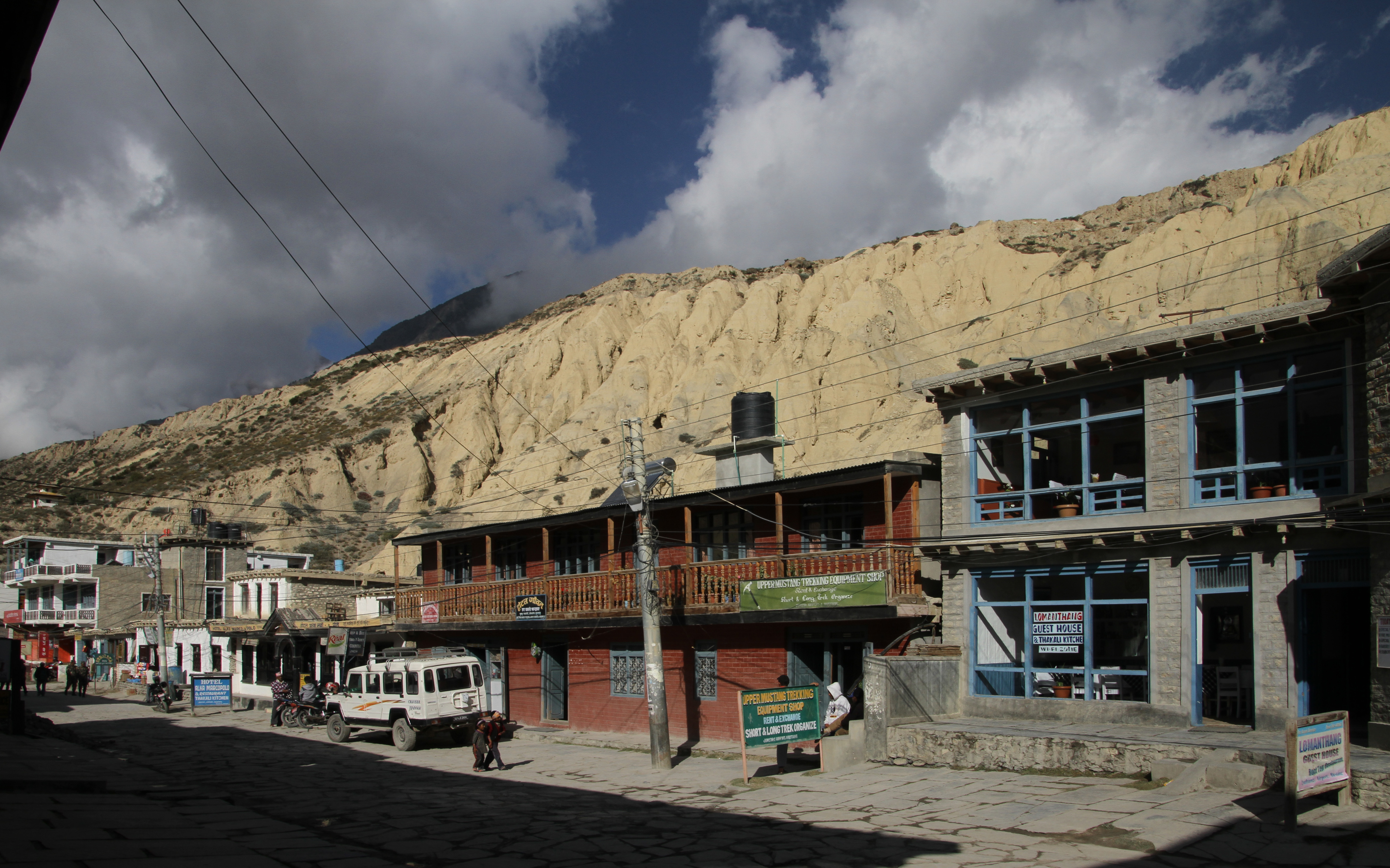
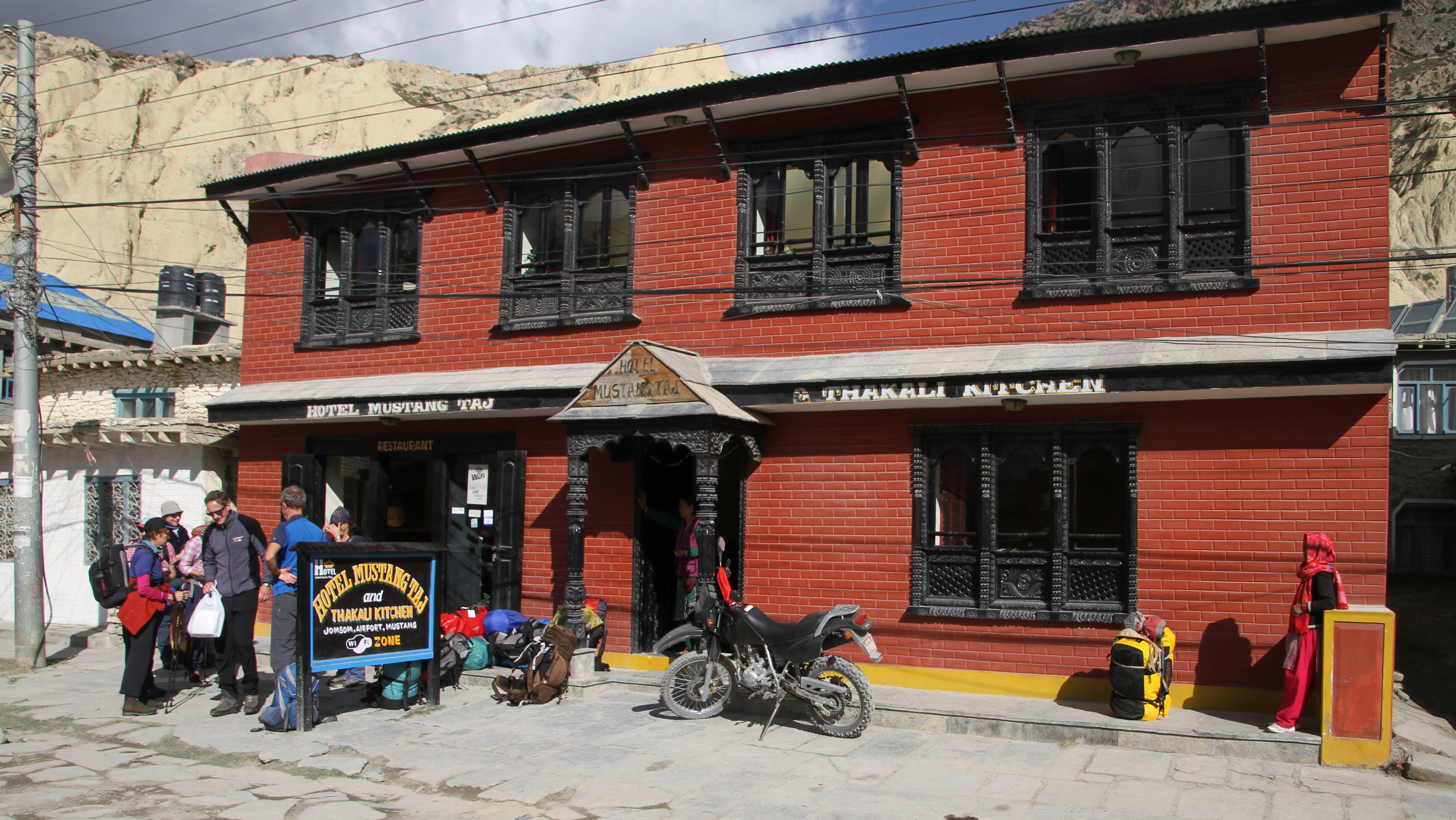
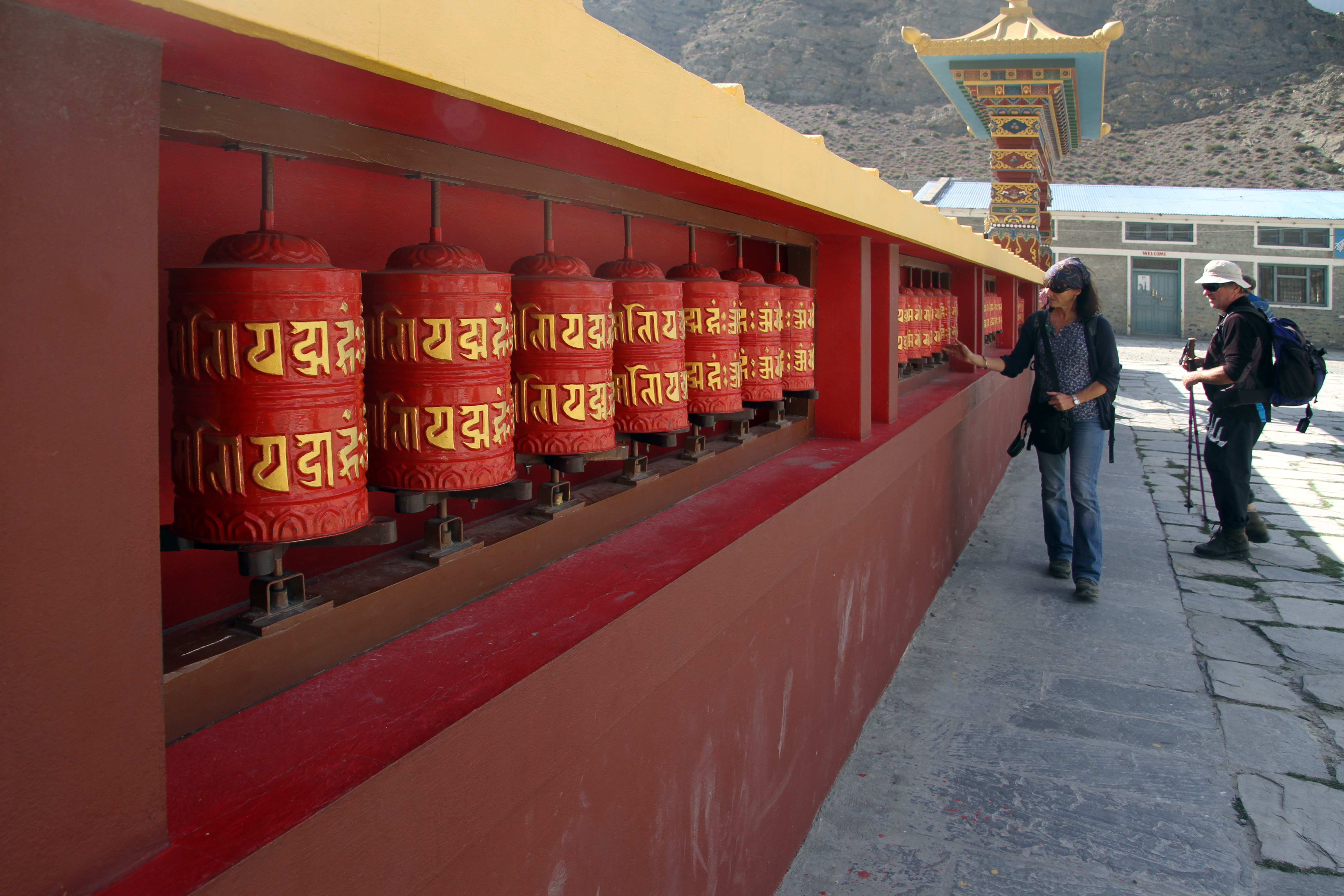
Jomsom Gompa
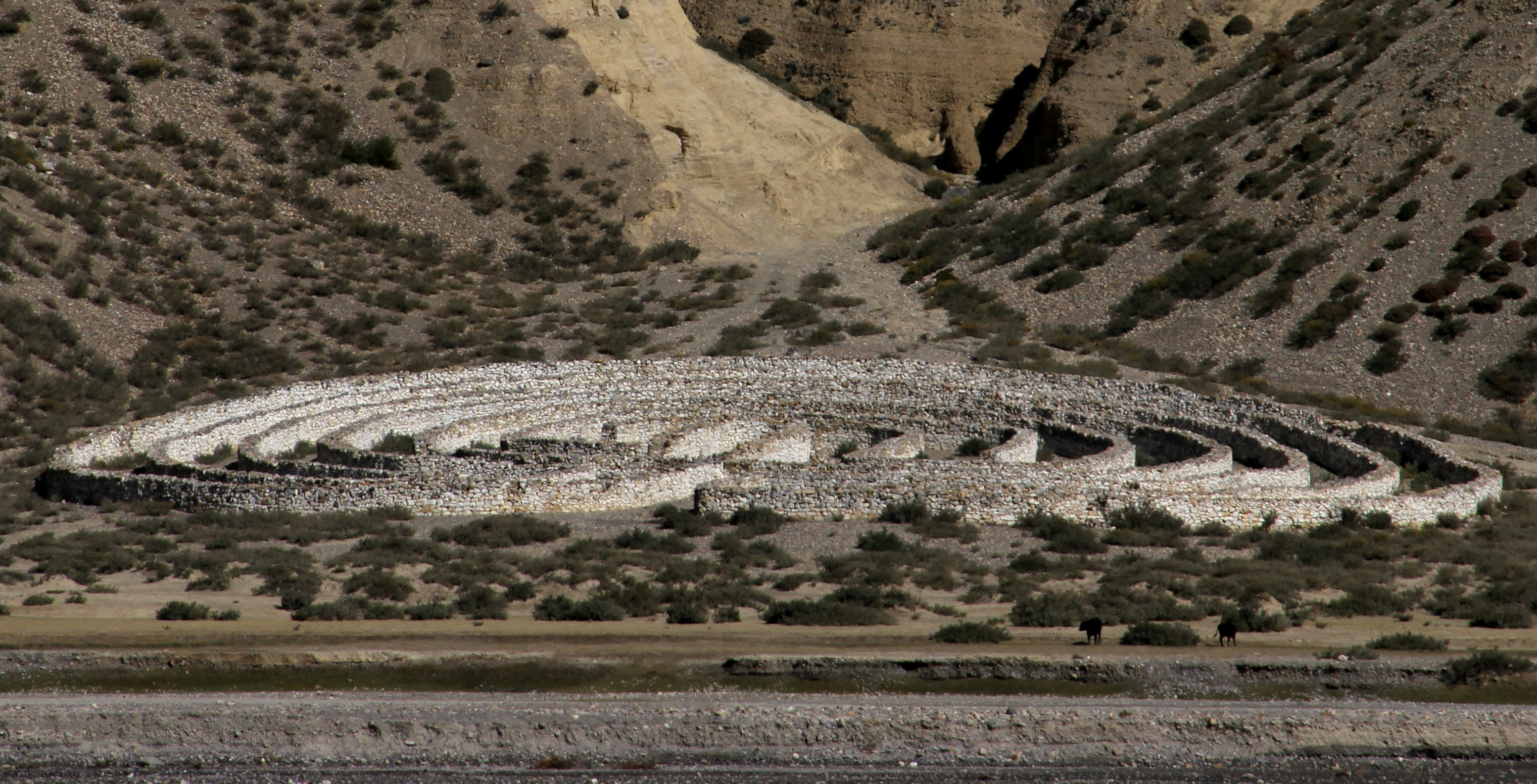
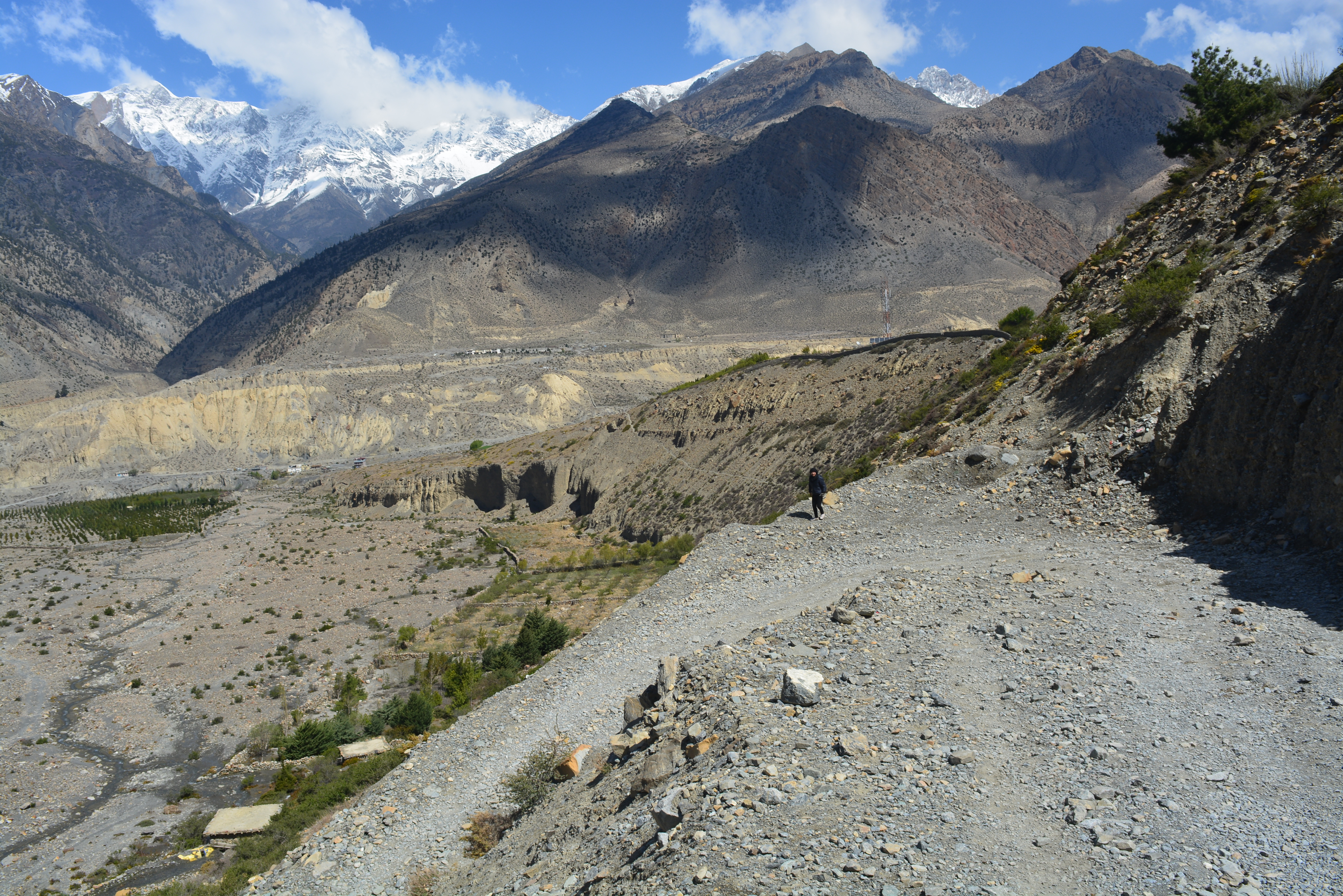
Jomsom Vue
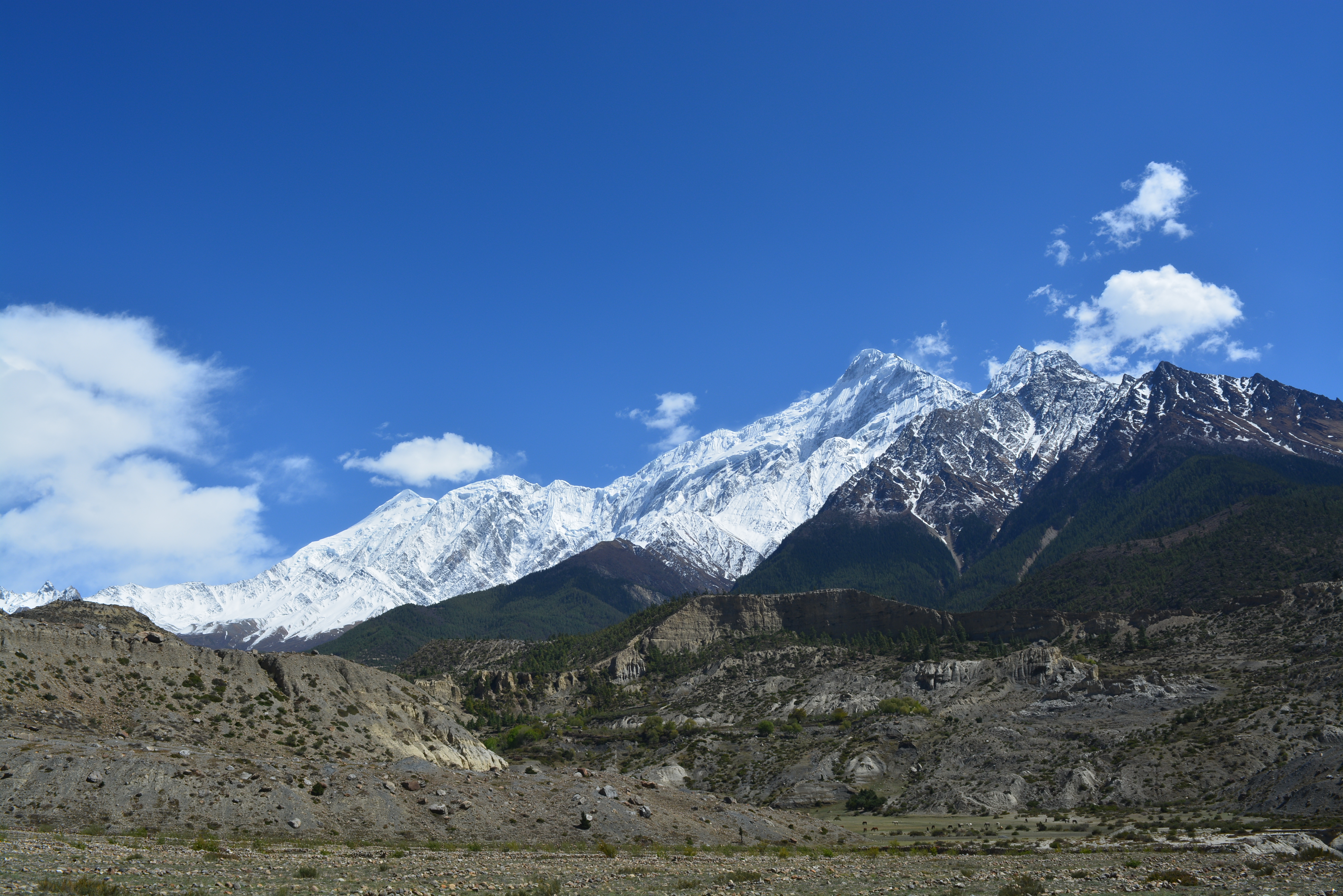
Jomsom, Dhumba Lac
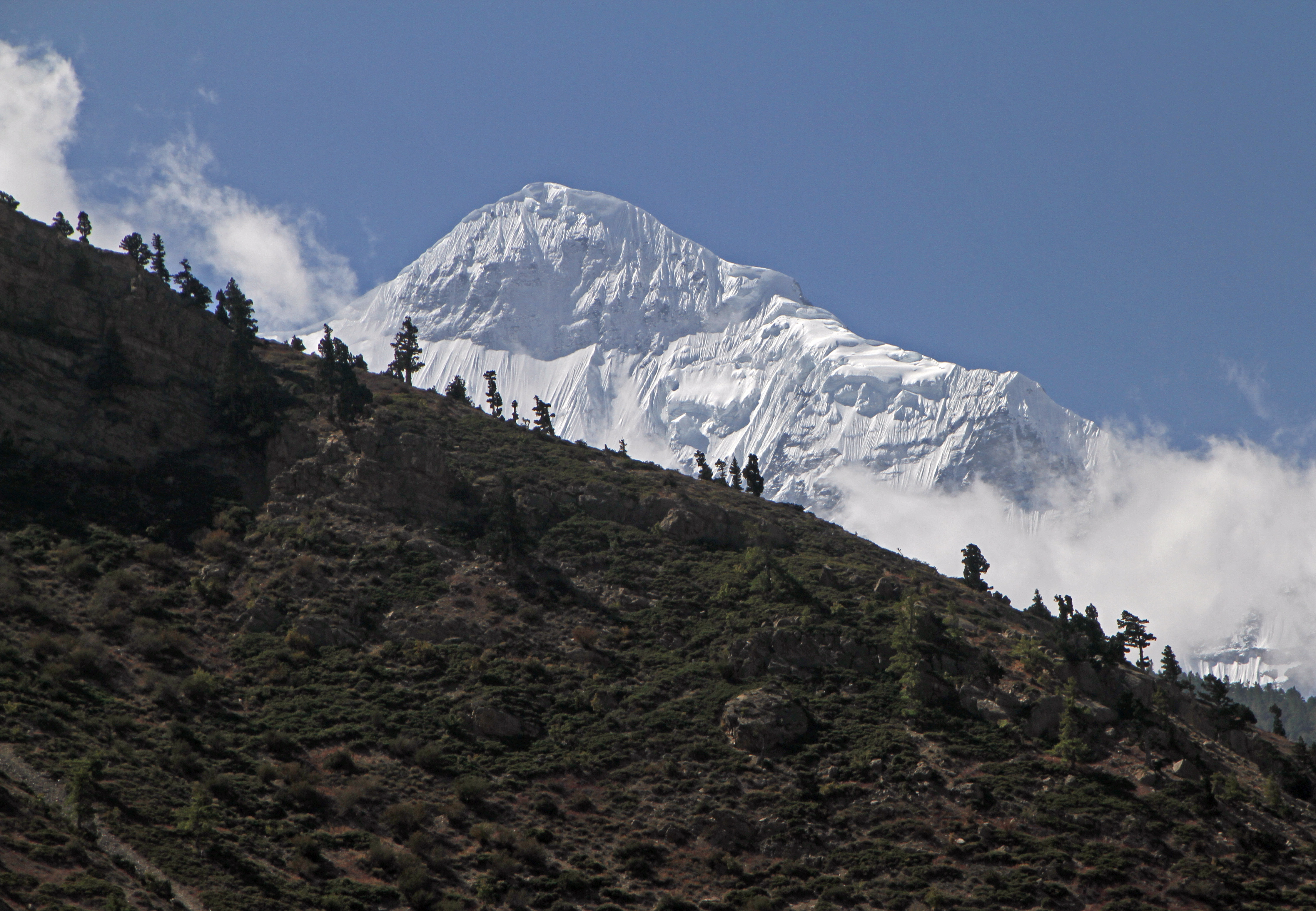
Nilgiri
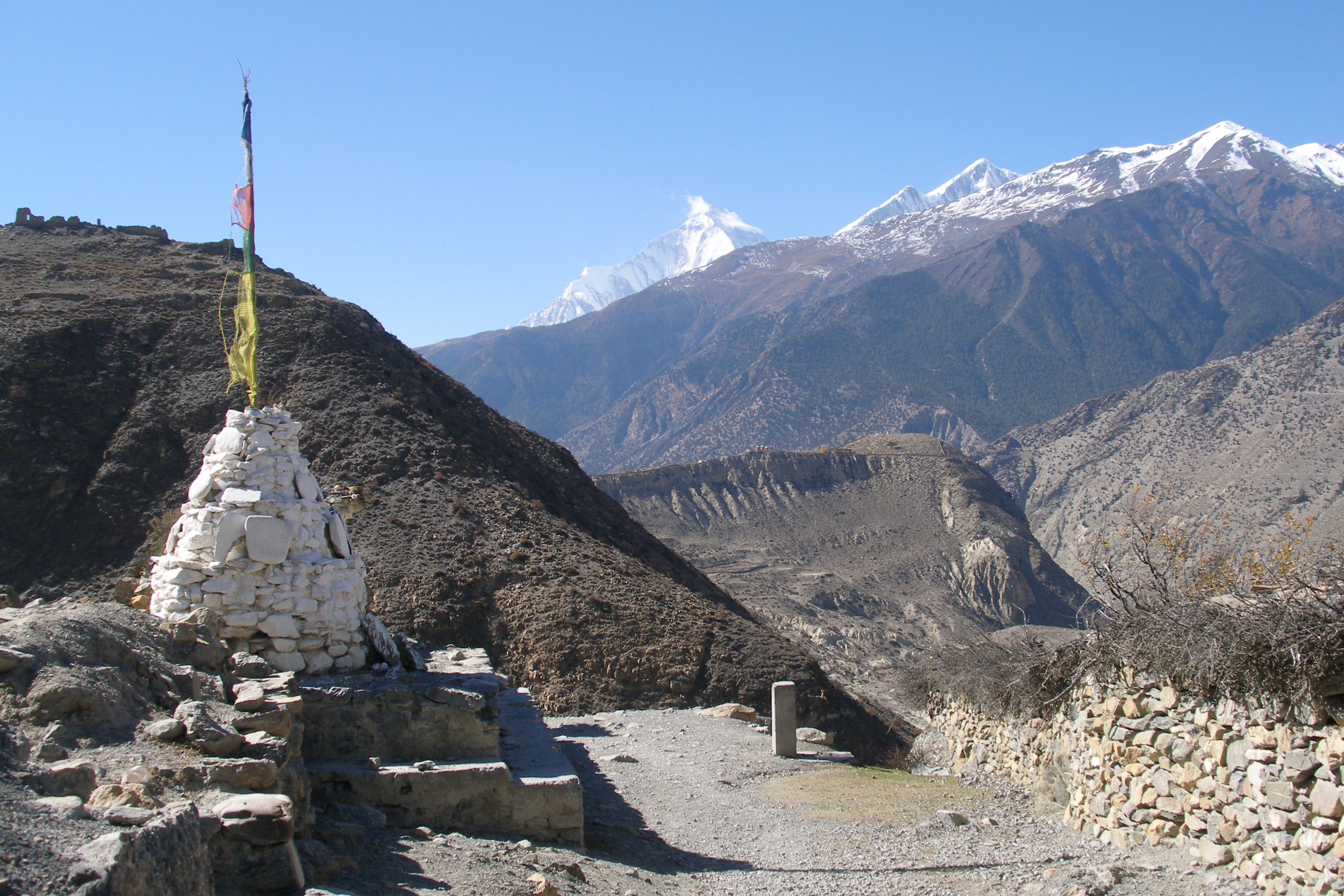
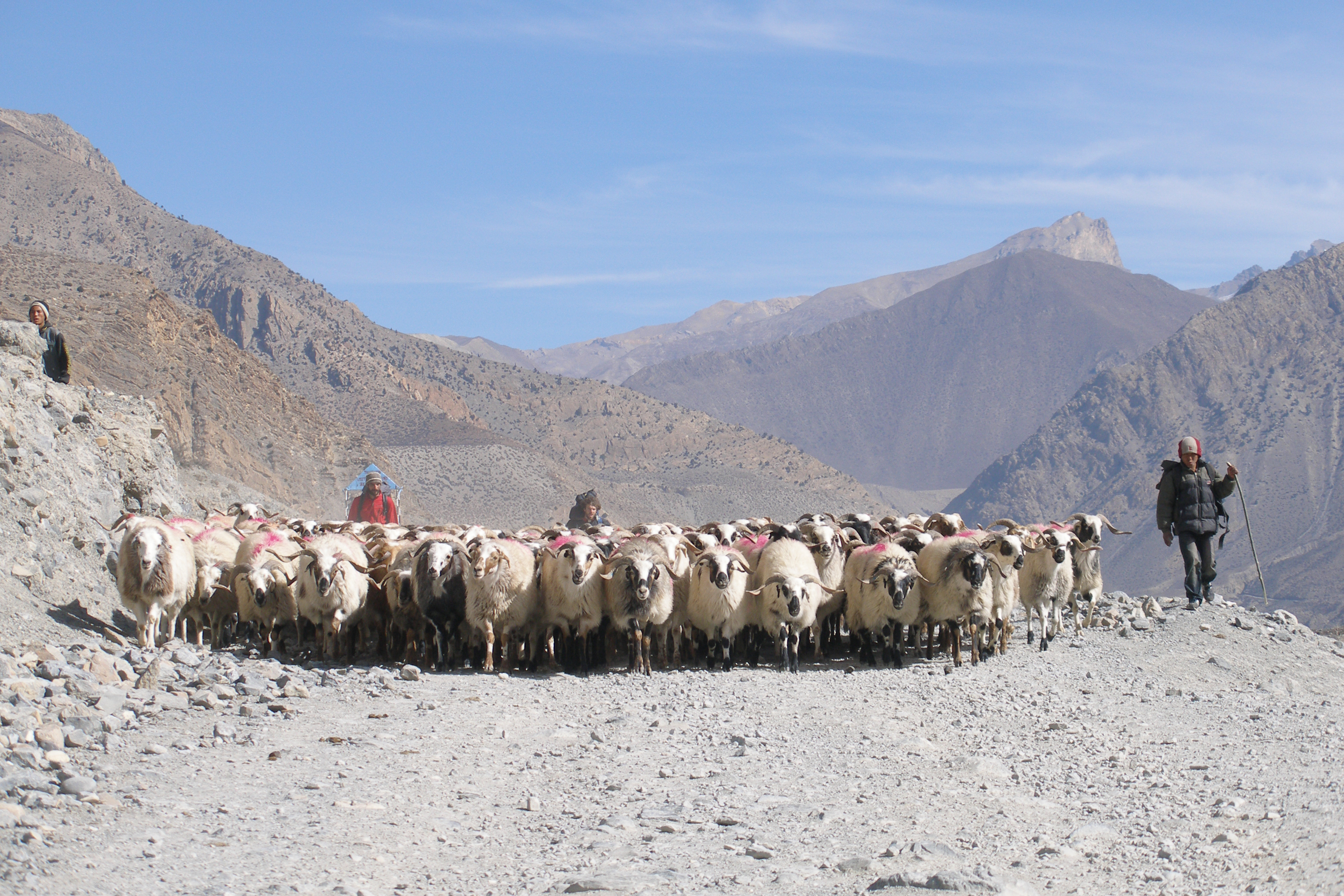
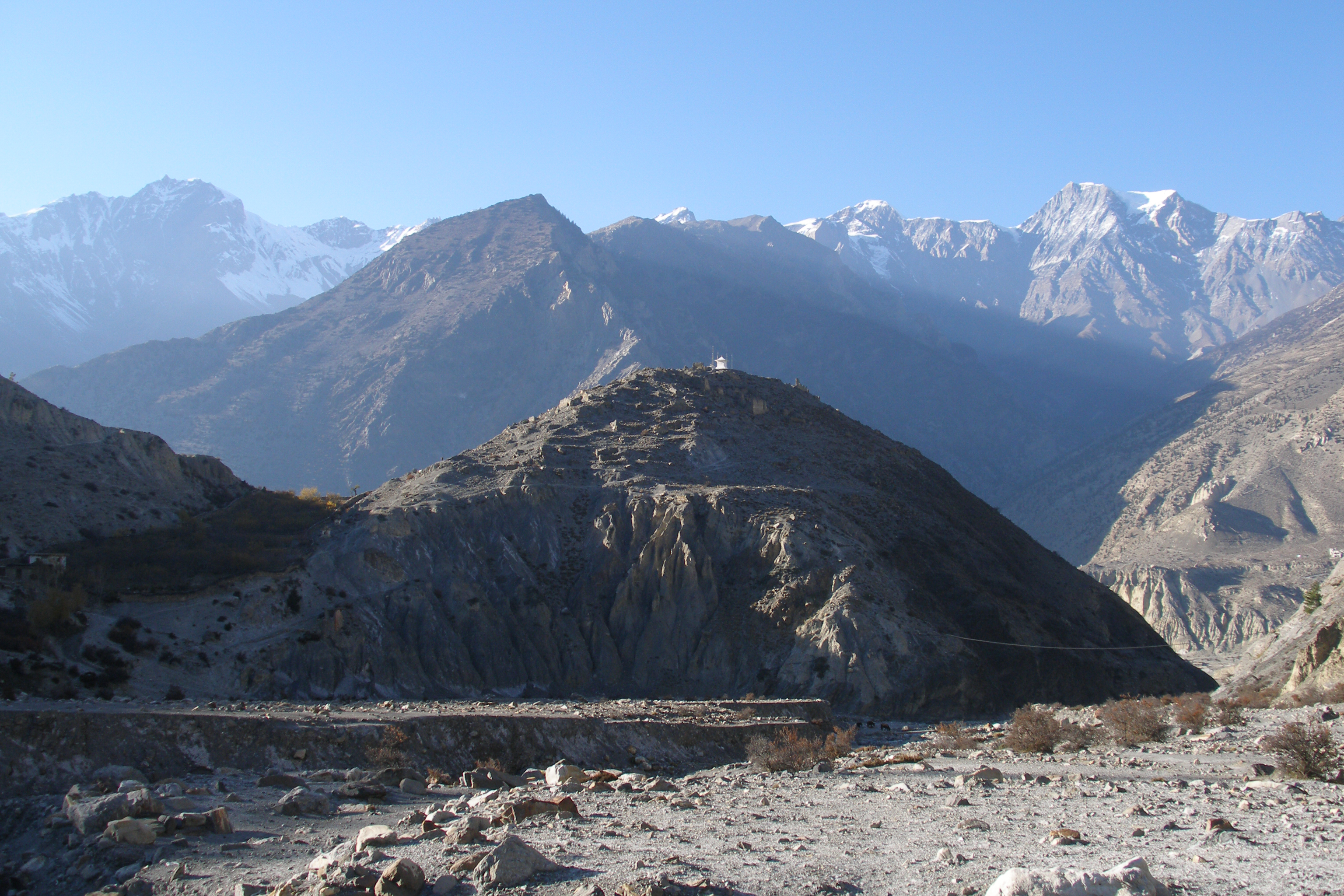